# Маскировка (военное дело)

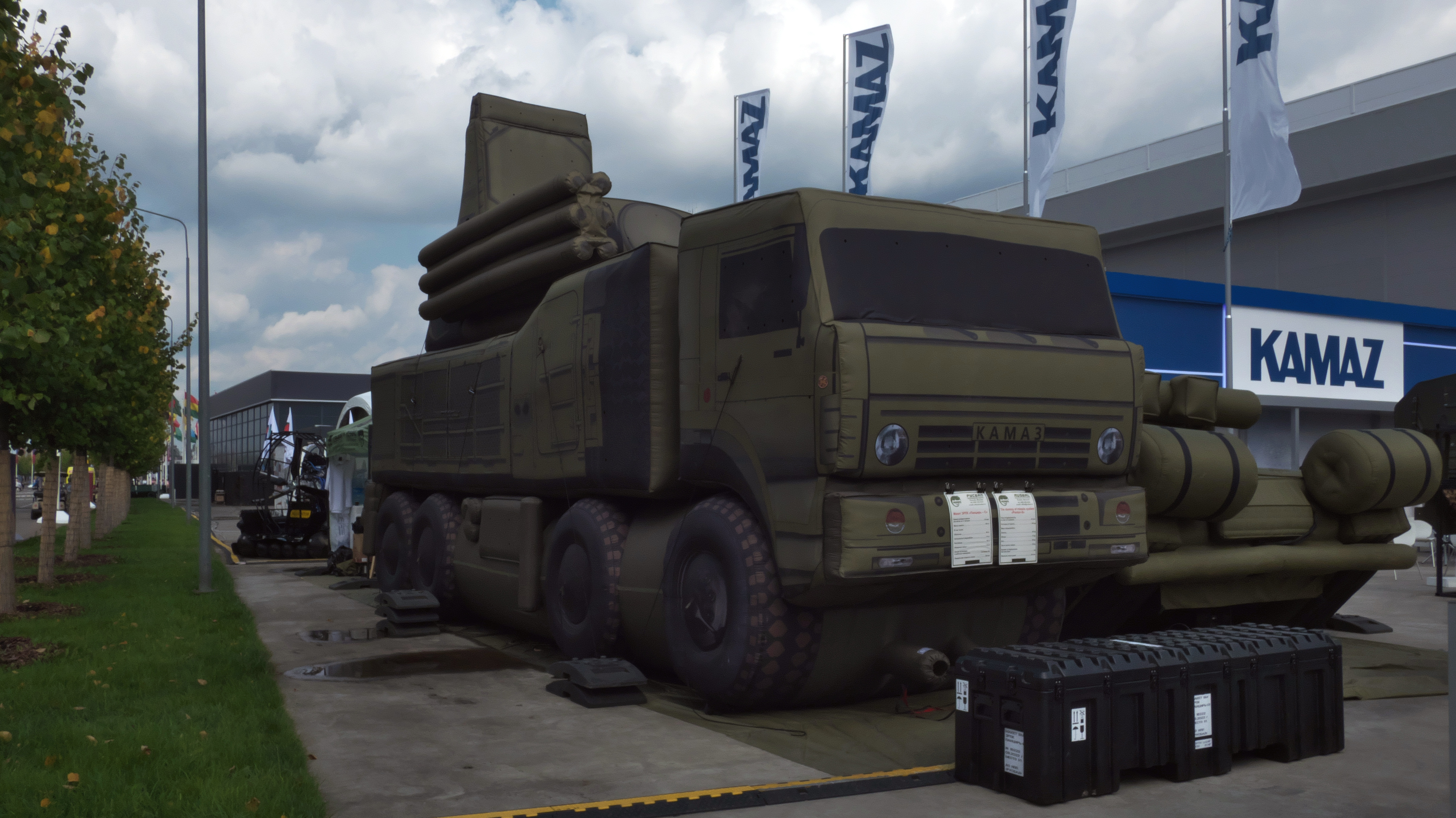
Имитация ЗРК «Панцирь-С1»

Маскировка в военном деле — комплекс мероприятий (стратагема), направленных на введение противника в заблуждение относительно наличия, расположения, состава, действий и намерений своих войск (сил).
В английском языке русское слово маскировка иногда используется в транслитерации «maskirovka» для обозначения всеобъемлющей роли маскировки в советской военной доктрине.

## История
Маскировка является важным инструментом военной стратегии (тактики) и одной из главных разновидностей оперативного (боевого) обеспечения. С распространением скорострельных болтовых винтовок во второй половине XIX века традиционная практика передвижения войск по фронту плотными группами или сплочёнными рядами в обмундировании, сделанном для удобства наблюдения из яркого сукна, вышла из практики. С распространением пулемётов и миномётов, которые могут быль легко замаскированы и в состоянии остановить продвижение неприятеля, потери среди атакующих войск стали настолько высоки, что во время Первой мировой войны боевые действия перешли в стадию окопной войны, когда продвижение войск по фронту было возможно только с огромными потерями для наступающих. Разведка с воздуха также заставила все воюющие стороны тщательно маскировать артбатареи и тыловые военные установки. Также для отвлечения внимания противника от расположения главных сил артиллерии стали применять разнообразные демонстрации, ложные позиции и прочее для распыления его контрбатарейного огня. Но и со своей стороны стало необходимо уметь распознавать аналогичные меры, принимаемые противником.
Изобретение бездымного пороха в значительной степени облегчило задачу маскировки, ибо пороховой дым неизбежно обнаруживал противнику расположение войск и указывал цель, по которой надо вести пристрелку. Этим соображением объясняется быстрый переход европейских армий к бездымному пороху.

### Маскировка оптическая
Основным видом разведки, наблюдения и прицеливания издавна было получение информации о противнике визуальным способом. В связи с этим сокрытие вооружения и военной техники и личного состава достигалось снижением их заметности путём всемерного уменьшения яркостного и цветового контраста скрываемых объектов на окружающем их фоне. Другим методом маскировки было искажение видимого силуэта этих объектов путём нанесения специальной искажающей окраски, мешающей провести их идентификацию или направление движения. Наконец, способом маскировки было закрытие объектов непрозрачной для противника преградой.

|                                             |  |                                                                         |  | |  |                                                                        |
| Маскировка позиции пулемёта «Виккерс». 1915 |  | Маскировка танка в 1917 году. Техника укрывалась маскировочными сетками |  | Надувной макет танка «Шерман», который должен был вводить немецких разведчиков в заблуждение относительно расположения сил союзников |  | Советский бронепоезд времён ВОВ, действовавший на Ленинградском фронте |

| |  | Военный камуфляж.jpg                                                                   |  | |  |                                                  |
| Маскировка путём снижения цветового контраста. Итальянская самоходка времён Второй мировой войны. В окраске, предназначенной для ведения боевых действий в песках Африки |  | Маскировка путём совместного использования снижения контраста и искажения вида солдата |  | Маскировка путём искажения вида скрываемого объекта. Океанский лайнер в окраске времён Первой мировой войны |  | Дымовая завеса в исполнении американских военных |

## Звуковая маскировка
Для распыления контрбатарейного огня противника звуковая маскировка важнее зрительной. Во время Второй мировой войны широкое распространение получил способ звуковой маскировки местоположения артбатареи. Для этого использовались взрывпакеты, имитирующие звук выстрела артиллерии. В частности, этот метод использовался для того, чтобы вызвать контрбатарейный огонь на место расположения взрывпакетов, и тем самым вскрыть положение батареи противника. Также были попытки создать имитаторы разрыва снарядов (для того, чтобы посты звуковой разведки противника выдавали неправильные поправки). Если первый метод стал широко применимым, то второй не оправдал возложенных на него надежд, и в наше время почти не применяется.

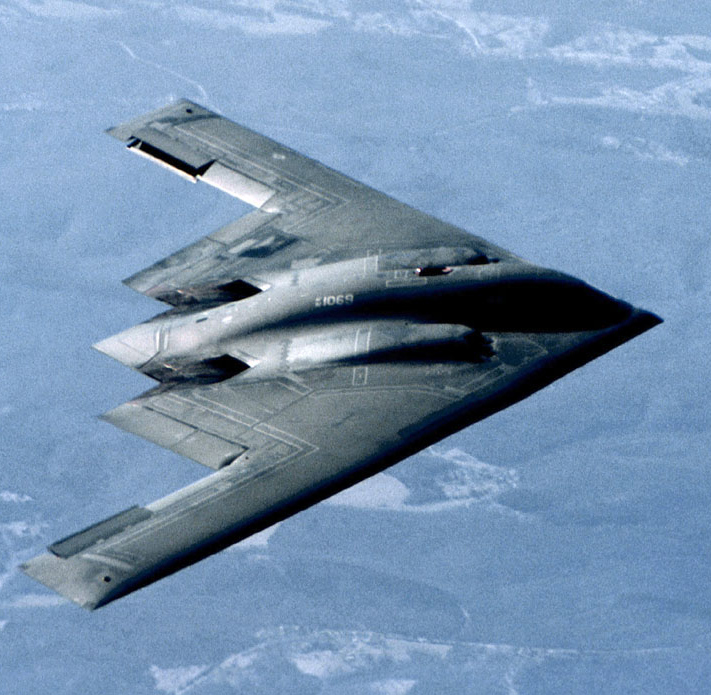
Американский бомбардировщик B2, построенный с учётом технологии «Стелс»

## Технология «Стелс»
Широкое применение методов радиолокации сделало актуальной задачу снижения интенсивности отражённого от маскируемого объекта импульса радиолокатора. Величина отражения в сильной степени зависит от конфигурации маскируемого объекта. Маскируемым объектам придаётся форма, которая исключает комбинацию поверхностей, эффективно отражающих радиолокационный сигнал назад в направлении излучателя (наподобие уголкового отражателя). В авиации это связано с устранением киля в хвостовом оперении.
Другим путём снижения отражённого сигнала является использование покрытий, гасящих интенсивность упавшего на них излучения.

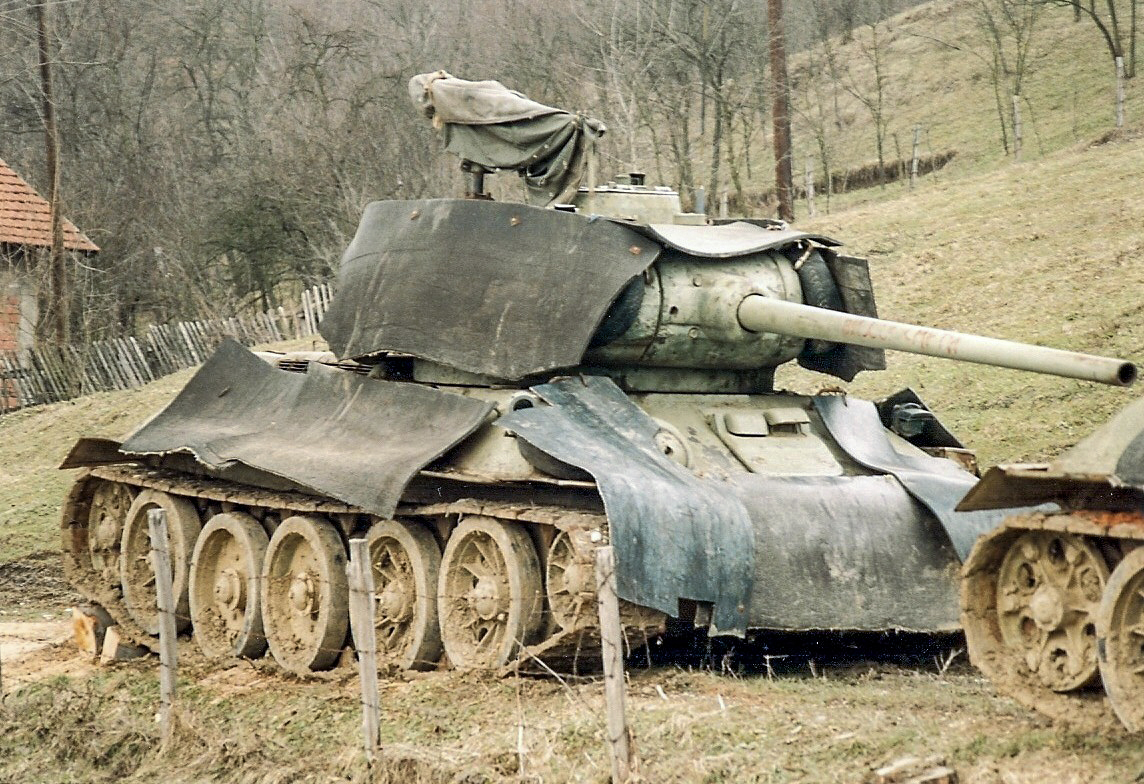
Т-34-85 армии боснийских сербов с резиновым покрытием, добавленным в попытке скрыть его тепловую сигнатуру, недалеко от Добоя в начале 1996 года.

## Исторические примеры

### Битва при Камбре
Во время битвы при Камбре в 1917 году огромное значение при подготовке к операции имела маскировка и секретность, поскольку по плану британского командования наступление у Камбре должно было застать германское командование врасплох. Танки подвозились на фронт в вечернее время, далее двигались своим ходом до линии фронта. Помимо этого англичане постоянно вели огонь из пулемётов и миномётов, чтобы заглушить рёв танковых двигателей. Все эти меры маскировки в итоге принесли свои плоды. Германское командование ничего не подозревало о готовящемся наступлении, даже несмотря на то, что незадолго до начала операции двое пленных солдат британской армии на допросе указали точную дату начала наступления у Камбре — 20 ноября.

### Битва при Халкин-Голе
Во время подготовки советским командованием наступательной операции советских и монгольских войск был тщательно разработан и неукоснительно соблюдался план оперативно-тактического обмана противника. Все передвижения войск в прифронтовой полосе производились только в тёмное время суток, категорически запрещалось вводить войска в исходные для наступления районы, рекогносцировки на местности командным составом проводились только на грузовых автомашинах и в форме рядовых красноармейцев.
Маршал Жуков в своих мемуарах «Воспоминания и размышления» так описывает подготовку маскировки к сражению с японскими войсками в 1939 году:
Все ночные передвижения маскировались шумом, создаваемым полётами самолётов, стрельбой артиллерии, миномётов, пулемётов и ружейных выстрелов, который вёлся частями строго по графику, увязанному с передвижениями.

Для маскировки передвижения нами были использованы звуковые установки, превосходно имитирующие различные шумы: забивание кольев, полёт самолётов, движение танков и прочее. К имитационному шуму мы начали приучать противника за 12-15 дней до начала передвижения ударных группировок. Первое время японцы принимали эту имитацию за настоящие действия войск и обстреливали районы, где слышались те или иные шумы. Затем, не то привыкнув, не то разобравшись, в чём дело, обычно не обращали внимания уже ни на какие шумы, что для нас было очень важно в период настоящих перегруппировок и сосредоточений.

## См. также

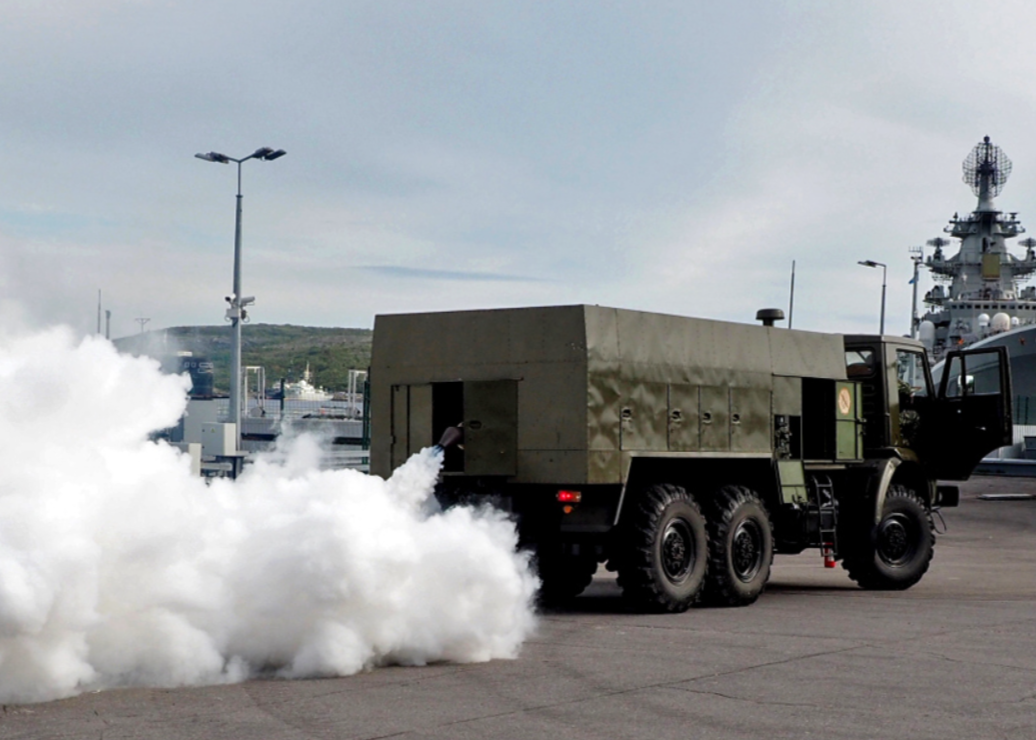
Постановка дымовой завесы для маскировки кораблей Северного флота

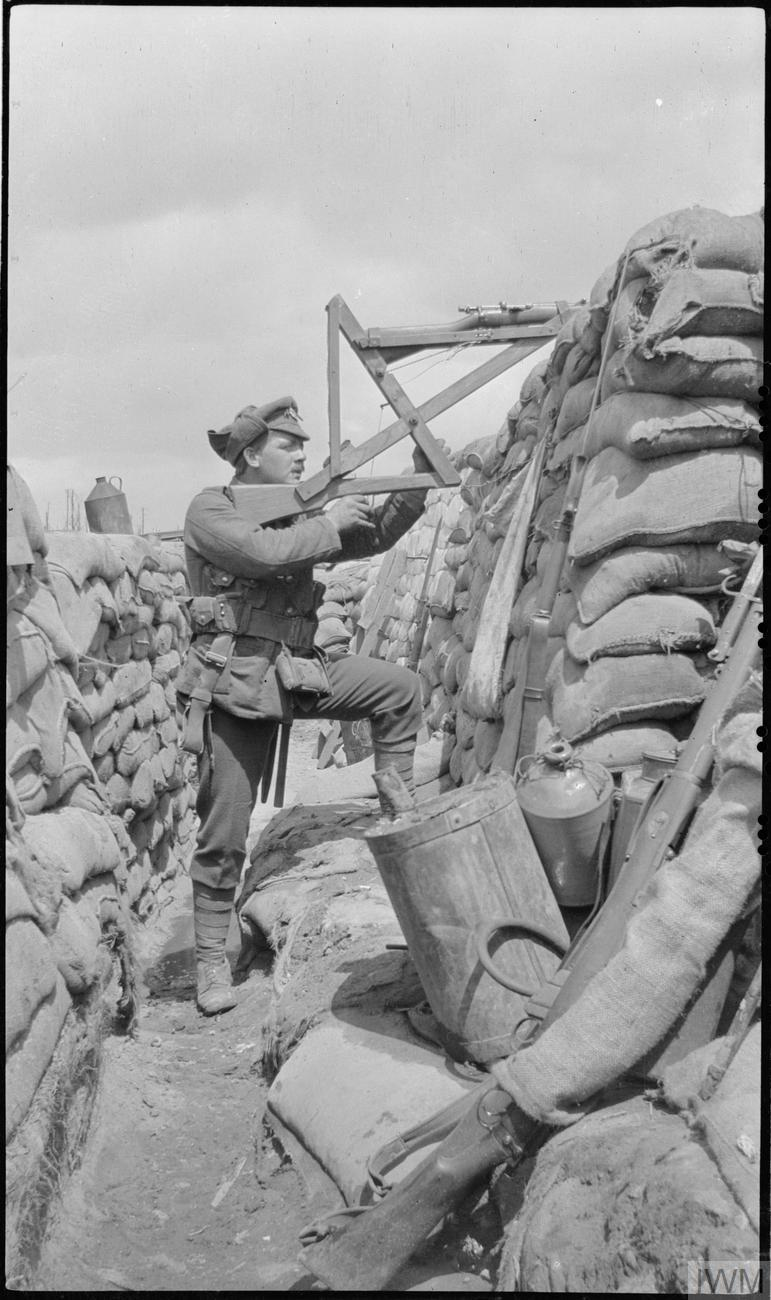
Снайпер с перископной винтовкой. Конструкция типичного перископного устройства кустарного изготовления времен Первой Мировой войны.